# 牛乳プリン

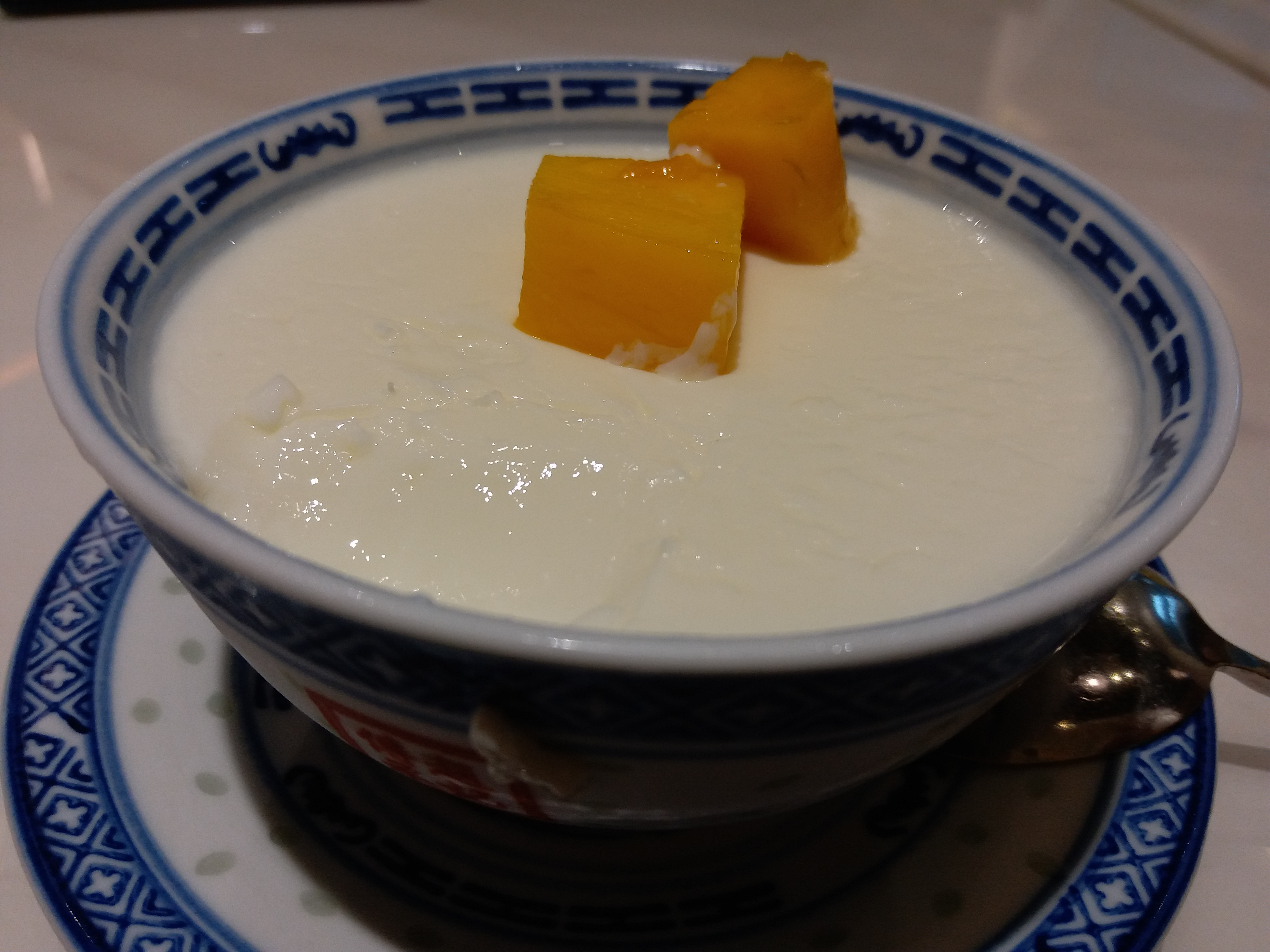
マンゴーとの牛乳プリン

牛乳プリン（ぎゅうにゅうプリン）は、牛乳、鶏卵、砂糖などを原料とする洋生菓子の一種。ミルクプリン（英語 milk pudding）とも呼ばれる。

## 概要
牛乳プリンは、カスタードプディングの変種で、主に、色が牛乳の持つ白いものであり、通常カラメルシロップをかけないという特徴がある。
原料の違いとして、カスタードプディングには全卵もしくは卵黄だけを用いるため、卵黄の黄色い色素が入り、黄色い色になるが、牛乳プリンには卵白だけを用いて、白く仕上げるのが普通。新鮮な牛乳、鶏卵、砂糖があれば、家庭でも簡単に作れるが、滑らかで、均一なものを作るには、ある程度のコツがいる。
また、カスタードプディングにおけるケミカルプリンと同様に、市販の製品には、加工性や食感を良くしたり、コストを抑える目的で、寒天やゼラチンなどの凝固剤を用いるものもある。

## 著名な牛乳プリン

### 大良双皮奶
大良双皮奶（中国語 ダーリアン シュアンピーナイ Dàliáng shuāngpínǎi、広東語 ダーイリョン ションペイナーイ Daai6leung4 seung1pei4nai5）は中国広東省仏山市順徳区大良鎮発祥の牛乳プリン。地元産の水牛乳、卵白、砂糖を使用して、碗で蒸して作る。順徳料理の中心地である大良は、水牛などの乳を使う料理、食品にも特色があるが、このプリンが特徴的なのは、一度水牛乳を碗に入れてよく蒸し、表面に皮が張ったところで、皮の端を少し破っていったん中身の乳を出し、そこに卵白と砂糖を加えてよく混ぜてから、残していた皮が表面を覆うように静かに器に戻し、再び蒸すという2段蒸しの工程で作る。このため、できたプリンには、最初の膜と、2回目に蒸した時の薄い膜の2つの膜ができるため、「双皮」という名前が付いている。熱いまま食べても、いったん冷蔵庫で冷やしてから食べてもよい。
この製法を、マカオ、香港の多くの甘味処やレストランがまねて、店で供しているが、乳牛の乳に代わっていることがほとんどである。一般的に、順徳の老舗のものは脂肪分が高い水牛乳のこくが出ているほか、砂糖や卵も多く使っており、しっかりしたものとなっている。これに対して、マカオや香港のものは、あっさりめでなめらかな仕上がりとなっていることが多い。
また、二度蒸ししない燉奶（中国語 ドゥンナイ、広東語 ダンナーイ）や、ショウガの汁などで風味を付けたもの、ハスの実、小豆などを乗せたものなどのバリエーションもある。
順徳や香港では、インスタントの牛乳プリンも売られている。袋の中に粉末を入れたもので、少量の湯で溶いてから、定められた量の湯を加えて混ぜ、5分間ほど置くと、熱いままでゲル化する。原料は、粉ミルク、砂糖、粉末タンパク質、カラギーナン（ゲル化剤）などであるが、味も薄く、水分も分離しやすいなど、生の材料から作られるものとは大きな違いがある。

## 関連商品
- 牛乳プリンのキャラメルアソート - 森永製菓のミルクキャラメルで、森永乳業の「牛乳プリン」の味をイメージしており、デザインも共通させている。牛乳プリン味と珈琲牛乳プリン味の二種類を袋に入れて販売している。